# Chromolepida clavitibia
Chromolepida clavitibia är en tvåvingeart som beskrevs av Webb och Irwin 1995. Chromolepida clavitibia ingår i släktet Chromolepida och familjen stilettflugor. Inga underarter finns listade i Catalogue of Life.